# Yvon Chomet
Pour les articles homonymes, voir Chomet.
Yvon Chomet, né le 20 août 1945 au Carbet (Martinique), est un footballeur français qui évoluait au poste de défenseur.

## Biographie
Joueur d'Aix-en-Provence lors des saisons 1970-1971 et 1976-1977, il joue une saison en deuxième division, terminant troisième du groupe Sud, et une saison en troisième division, terminant alors septième du groupe Sud-Est.
Avec l'AS Monaco entre 1971 et 1976, il connaît une descente lors de la première saison, puis une remontée lors de la saison suivante. Il termine ensuite seizième en Division 1, mais atteint la finale de la Coupe de France, en étant titulaire lors de cette finale (défaite 2-1 face à Saint-Étienne). Après cela, il termine dixième du championnat, avant de connaître une seconde relégation en 1975-1976. 
Malgré 130 matchs au compteur toutes compétitions confondues avec l'ASM, il n'inscrit aucun but avec ce club.